# Liechtensteiner-Cup 2000-2001
La Liechtensteiner-Cup 2000-2001 è stata la 56ª edizione della coppa nazionale del Liechtenstein disputata tra il 17 ottobre 2000 e il 9 maggio 2001 e conclusa con la vittoria finale del Vaduz, al suo trentesimo titolo e quarto consecutivo.

## Formula
Alla competizione, che si svolse ad eliminazione diretta con partita unica, parteciparono le sette squadre del principato che potevano iscrivere anche più di un team.

## Ottavi di finale
Gli incontri si giocarono il 17 e il 18 ottobre 2000. Il FC Vaduz venne direttamente ammesso ai quarti.
| Squadra 1               | Risultato | Squadra 2         |
| ----------------------- | --------- | ----------------- |
| FC Triesen II           | 3 - 8     | FC Schaan         |
| FC Triesenberg II       | 3 - 4 dts | FC Ruggell II     |
| FC Vaduz III            | 0 - 3     | USV Eschen/Mauren |
| FC Balzers II           | 1 - 2     | FC Schaan Azzurri |
| FC Triesen              | 1 - 0     | FC Vaduz II       |
| FC USV Eschen/Mauren II | 0 - 6     | FC Balzers        |
| FC Triesenberg          | 0 - 3     | FC Ruggell        |

## Quarti di finale
Gli incontri si giocarono tra il 7 e 8 novembre 2000.
| Squadra 1         | Risultato | Squadra 2         |
| ----------------- | --------- | ----------------- |
| FC Schaan Azzurri | 1 - 9     | USV Eschen/Mauren |
| FC Ruggell II     | 1 - 13    | Vaduz             |
| FC Triesen        | 2 - 0     | Balzers           |
| FC Schaan         | 1 - 4     | FC Ruggell        |

## Semifinale
Gli incontri si giocarono il 14 marzo e il 3 aprile 2001.
| Squadra 1  | Risultato | Squadra 2         |
| ---------- | --------- | ----------------- |
| FC Ruggell | 1 - 0     | USV Eschen/Mauren |
| FC Triesen | 0 - 4     | Vaduz             |

## Finale
La finale si giocò a Vaduz il 9 maggio 2001.
| Vaduz 9 maggio 2001 | Vaduz     | 9 – 0 | FC Ruggell | Rheinpark Stadion |
| \| \| \| \| \| Uwe Wigmann 8’ Vieobas Slikys 22’ 78’ Ronni Euchil 45’ 55’ 66’ Daniele Polverino 52’ 64’ 88’ \| Marcatori \| \| |           |       |            |                   |
| |           |       |            |                   |
| Uwe Wigmann 8’ Vieobas Slikys 22’ 78’ Ronni Euchil 45’ 55’ 66’ Daniele Polverino 52’ 64’ 88’                                   | Marcatori |       |            |                   |